# Diversidoris flava
Diversidoris flava is een zeenaaktslak uit de familie van de Chromodorididae. De wetenschappelijke naam van de soort is voor het eerst geldig gepubliceerd in 1904 door Eliot.
Deze slak komt voor in het westen van de Atlantische Oceaan, voor de kust van Oost-Afrika, in de Indische en Grote Oceaan, op een diepte van 5 tot 12 meter. Qua kleur lijkt ze erg op de Diversidoris crocea. De slak is geel, met een oranje mantelrand. De kieuwen en de rinoforen zijn eveneens geel. De voet van de slak is puntig en vrij lang. Ze wordt, als ze volwassen is, zo'n 15 mm lang. Ze voeden zich met sponzen.